# Okres Louny
Louny (Duits: Laun) is een district (Tsjechisch: Okres) in de Tsjechische regio Ústí nad Labem. De hoofdstad is Louny. Het district bestaat uit 70 gemeenten (Tsjechisch: Obec).

## Lijst van gemeenten
De obce (gemeenten) van de okres Louny. De vetgedrukte plaatsen hebben stadsrechten. De cursieve plaatsen zijn steden zonder stadsrechten (zie: vlek).
Bitozeves - Blatno - Blažim - Blšany - Blšany u Loun - Brodec - Břvany - Cítoliby - Čeradice - Černčice - Deštnice - Dobroměřice - Domoušice - Holedeč - Hříškov - Hřivice - Chlumčany - Chožov - Chraberce - Jimlín - Koštice - Kozly - Krásný Dvůr - Kryry - Lenešice - Libčeves - Liběšice - Libočany - Libořice - Lipno - Lišany - Líšťany - Louny - Lubenec - Měcholupy - Nepomyšl - Nová Ves - Nové Sedlo - Obora - Očihov - Opočno - Panenský Týnec - Peruc - Petrohrad - Pnětluky - Počedělice - Podbořanský Rohozec - Podbořany - Postoloprty - Raná - Ročov - Slavětín - Smolnice - Staňkovice - Toužetín - Tuchořice - Úherce - Velemyšleves - Veltěže - Vinařice - Vrbno nad Lesy - Vroutek - Vršovice - Výškov - Zálužice - Zbrašín - Žatec - Želkovice - Žerotín - Žiželice

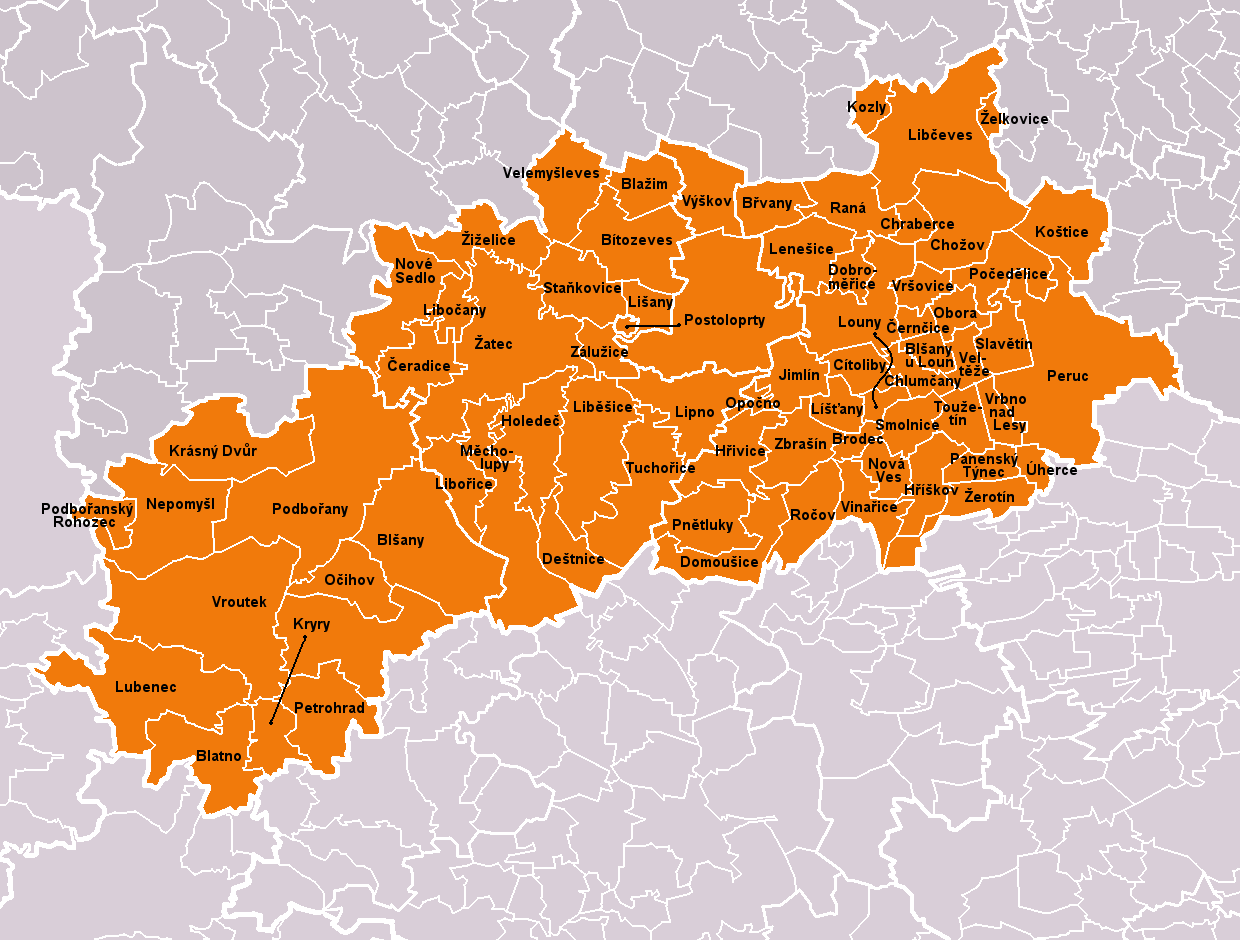
De gemeenten in de okres Louny

Děčín · Chomutov · Litoměřice · Louny · Most · Teplice · Ústí nad Labem